# Michel Rousseau
Michel Guy Rousseau (n. Paris, 5 de fevereiro de 1936, Saint-Yrieix-la-Perche, 23 de setembro de 2016) foi um desportista francês que competiu no ciclismo na modalidade de pista, especialista nas provas de velocidade.
Participou nos Jogos Olímpicos de Verão de 1956, obtendo uma medalha de ouro na prova de velocidade individual. Ganhou cinco medalhas no Campeonato Mundial de Ciclismo em Pista entre os anos 1956 e 1961.

## Medalheiro internacional
| Jogos Olímpicos    | Jogos Olímpicos            | Jogos Olímpicos  | Jogos Olímpicos           |
| Ano                | Lugar                      | Medalha          | Competição                |
| ------------------ | -------------------------- | ---------------- | ------------------------- |
| 1956               | Melbourne ( Austrália)     | Medalha de ouro  | Velocidade individual     |
| Campeonato Mundial |                            |                  |                           |
| Ano                | Lugar                      | Medalha          | Competição                |
| 1956               | Copenhaga ( Dinamarca)     | Medalha de ouro  | Velocidade individual (A) |
| 1957               | Rocourt ( Bélgica)         | Medalha de ouro  | Velocidade individual (A) |
| 1958               | Paris ( França)            | Medalha de ouro  | Velocidade individual (P) |
| 1959               | Amsterdão ( Países Baixos) | Medalha de prata | Velocidade individual (P) |
| 1961               | Zurique ( Suíça )          | Medalha de prata | Velocidade individual (P) |